# Rahàzade
Rahàzade est un personnage de fiction de la série de bande dessinée Astérix, apparaissant dans Astérix chez Rahàzade. C'est la princesse du pays de l'Indus, fille du rajah Cékouhaçà.

## Carte d'identité

### Rôle du personnage
Dans le royaume du rajah Cékouhaçà, dans la vallée du Gange, la saison de la mousson s'achève sans qu'aucune goutte de pluie ne soit tombée. Le gourou Kiwoàlàh a décrété que s'il ne pleut pas avant mille et une heures, la princesse Rahàzade devra être sacrifiée pour calmer la colère des dieux. Pour éviter ce malheur, le fakir Kiçàh se rend dans le village d'Astérix pour ramener avec lui le barde Assurancetourix, notoirement connu pour faire pleuvoir dès qu'il se met à chanter.
Pendant le périple de Kiçàh, le rôle de la princesse se résume à attendre désespérément le retour du fakir et du barde, sous les provocations de Kiwoàlàh qui prétend que le sacrifice est la volonté des dieux. Rahàzade lui répond néanmoins que les dieux sont moins cruels que lui.
Pendant cette longue attente, Rahàzade interroge quatre fois sa servante Seurhàne, postée dans une tour, pour savoir si elle voit arriver Kiçàh. La formule de réponse négative est la suivante : "Je ne vois que le soleil qui rougeoie et le ciel qui bleuoie". Cette réplique et le nom de Seurhàne sont bien entendu une référence au conte de Barbe bleue (et non des Mille et une Nuits). Quand Cékouhaçà propose à Rahàzade d'abdiquer en faveur de Kiwoàlàh, elle lui demande de rester confiant. Elle se réjouira ensuite du retour du fakir.
Malheureusement, Assurancetourix est devenu aphone et ne peut pas chanter. Il est donc emmené chez Pourkoipàh, le dresseur d'éléphants, qui est la seule personne capable de le guérir. 
Le compte à rebours des mille et une heures étant écoulé, la princesse est emmenée au lieu du supplice. Elle prononce un discours poignant au peuple présent, lui souhaitant beaucoup de richesses et l'avertissant contre les serpents qui rôdent. Elle pose ensuite dignement la tête sur le bois du sacrifice.
Soudain, Astérix surgit et frappe le bourreau, sauvant ainsi la princesse de la mort. Le barde réussit à chanter, et la pluie tombe enfin. Rahàzade lui confie, lors du banquet final, qu'elle aime l'entendre chanter. Astérix la prévient alors du danger des crues.

### Portrait physique
Rahàzade est une fort belle princesse. Elle est grande, fine, les cheveux noir ébène et prestigieusement habillée. En parlant d'elle aux gaulois, Kiçàh la décrit comme "douce et belle".

### Portrait moral et caractère
Rahàzade est non seulement très belle, elle possède aussi un comportement irréprochable. Elle est douce et calme, confiante dans l'épreuve (elle rassure maintes fois son père en disant que Kiçàh rentrera à temps) et se comporte dignement avant son supplice. Elle est très polie avec les Gaulois.

### Nom
- Origine de son nom : jeu de mots fondé sur Shéhérazade, princesse des Mille et une nuits (Astérix chez Rahàzade).

## Rahàzade dans le monde
Comme beaucoup de personnages de la série, son nom évolue selon les pays et les éditions linguistiques. Ainsi, elle est appelée :                                                
- Orinjade en anglais  Royaume-Uni
- Orandschade en allemand  Allemagne
- Frahazada en espagnol  Espagne
- Aladina en néerlandais  Pays-Bas
- Rahasete en italien  Italie

## Sources
- Le Livre d'Astérix le gaulois, Albert-René, 1999.
- Dictionnaire Goscinny, JC Lattès, 2003.